# Vittorio Frangilli
Vittorio Frangilli (Gallarate, 27 aprile 1950) è un arciere e allenatore di tiro con l'arco italiano.

## Biografia
Arciere, come la moglie Paola, sin dal 1973, nel 1987 diviene presidente della C.A.M. - Compagnia Arcieri Monica A.S.D. di Gallarate (VA) (fino a tutto il 2012) e si dedica all'istruzione e all'allenamento. Più volte eletto Consigliere Federale della FITARCO, ne diviene Vicepresidente nel quadriennio 1993-1996. 
Come allenatore di Tiro con l'Arco, ha conseguito svariate medaglie internazionali tra Olimpiadi, World Games, Campionati del Mondo, Campionati Europei e Campionati Africani ottenute con nove diversi atleti, e molte medaglie ai Campionati italiani. 
I più importanti atleti da lui allenati sono o sono stati i figli Michele Frangilli
, e Carla Frangilli, oltre a Elena Maffioli e Andrea Tarelli.
Dall'Aprile del 2009 fino a fine maggio 2010 ha avuto il ruolo di Allenatore Nazionale della IAAA - Irish Amateur Archery Association, la Federazione Irlandese di Tiro con l'Arco.
Dal luglio 2011 ha il ruolo di Allenatore Nazionale della FIVTA - Fédération Ivoirienne de Tir à l'Arc.
Ha partecipato come allenatore alle Olimpiadi di Atene del 2004 per l'italia e alle Olimpiadi di Londra 2012 e Rio 2016 per la Costa d'Avorio

## Libri
- (con Michele Frangilli), L'arciere eretico, Legenda, 2005, ISBN 88-88165-08-8